# Kurt Jeserich
Kurt Gustav Adolf Jeserich (* 5. Februar 1904 in Wensickendorf; † 12. November 1995) war ein deutscher Kommunalwissenschaftler und -politiker sowie Verlagsdirektor.

## Leben und Wirken

### Studium und frühe Karriere
Jeserich wurde als Sohn eines Kaufmanns und Fabrikbesitzers (Jeserich AG Asphaltwerke) geboren. Nach dem Abitur 1922 studierte er Rechts- und Staatswissenschaften in Berlin und legte 1926 sein Examen als Diplom-Volkswirt ab. Er arbeitete bereits seit 1923 als Werkstudent in Industrie und Handel, als Journalist und als Verwaltungsbeamter im Bezirksamt Pankow. Von dort beurlaubt wurde er 1928 Abteilungsleiter am neugegründeten „Kommunalwissenschaftlichen Institut“ der Universität Berlin als Assistent Walter Nordens. Er promovierte 1929 zum Dr. rer. pol. und habilitierte sich 1934 für Staatswissenschaft. Als Norden 1933 wegen seiner „jüdischen Abstammung“ entlassen wurde, trat Jeserich seine Nachfolge als Institutsdirektor an. Gleichzeitig sicherte er sich im Mai 1933 den Posten des „Geschäftsführenden Präsidenten“ des Deutschen Gemeindetages, den er bis 1940 innehaben sollte. Jeserich wurde 1936 außerdem Vizepräsident des Internationalen Gemeindeverbands und gab die Jahrbücher für Kommunalwissenschaft und die Kommunalwissenschaftliche Schriftenreihe heraus. Darin bemühte er sich, eine eigenständige Kommunalwissenschaft zu begründen.

### Geschäftsführender Direktor des Deutschen Gemeindetags im Nationalsozialismus
Während des Nationalsozialismus engagierte sich Jeserich zwar stark für kommunalpolitische Belange. Allerdings hatte er die Pläne zur Zwangsvereinigung der Kommunalen Spitzenverbände im Deutschen Gemeindetag im Auftrag des nationalsozialistischen Bürgermeisters von Berlin-Steglitz, Herbert Treff, selbst ausgearbeitet. Er nahm auch die nationalsozialistische These von der Deformation der Selbstverwaltung durch die Prinzipien von Repräsentation und Parlamentarismus auf und erklärte 1933 erklärte, die Demokratie sei der „naturgegebene Feind der Selbstverwaltung“. Entgegen der Darstellung des Deutschen Gemeindetags als eines rein fachlichen Interessenverbandes haben neuere Forschungen zudem dessen Funktion bei der Koordination antijüdischer Lokalpolitik aufgezeigt. „Der Gemeindetag“, so fasst es der Historiker Wolf Gruner zusammen, „vertrat eine sehr eigenständige politische Linie in der Judenverfolgung, die sich zu bestimmten Zeiten weit radikaler als die der NS-Führung gebärdete.“ So regte Jeserich in seiner Funktion als Generalsekretär des Gemeindetags beim Reichswirtschaftsminister Walther Funk an, die Edelmetalle und Edelsteine, die deutsche Juden nach der Reichspogromnacht an den Staat ausliefern mussten, über städtische Pfandleihen zu verwerten und zu versteigern. In einer Verordnung vom 16. Januar 1939 erklärte das Wirtschaftsministerium die öffentlichen Pfandleihstellen tatsächlich zu den „Ankaufstellen“ jüdischer Wertgegenstände im Wert bis zu 1.000,- RM.
Trotzdem wurde gerade Jeserich zum Ziel parteigesteuerter Kritik am Deutschen Gemeindetag. Ihm wurde vorgeworfen, nur ein Opportunist zu sein, der eigentlich an demokratisch-liberalen Überzeugungen festhalte. Die von ihm wiederholt beantragte Aufnahme in die NSDAP blieb Jeserich zunächst verwehrt. Seine politischen Gegner, örtliche Parteiinstanzen und die Gauleitung Groß-Berlin hintertrieben seine Aufnahmebemühungen trotz der Unterstützung, die er durch Karl Fiehler, in Personalunion Chef des NSDAP-Hauptamtes für Kommunalpolitik und Vorsitzender des Gemeindetags, erhielt. Weitere Aufnahmeversuche Jeserichs stießen auf den Widerstand des Hauptamtes Kommunalpolitik und des Stellvertreters des Führers. Mehrere Partei- und SS-Gerichtsverfahren wurden gegen Jeserich geführt. Hintergrund war, dass Jeserich in einem geheimen Dossier die Nähe zu Norden vorgeworfen und behauptet wurde, dass er vor 1933 ein Gegner der Bewegung gewesen sei. Er habe eine Unterorganisation des Republikanischen Schutzbundes gegründet. Tatsächlich war Jeserich Mitglied des Republikanischen Kreises gewesen, einer Organisation der Deutschen Staatspartei. Der Historiker Horst Matzerath hält die Kampagne gegen Jeserich weniger für einen Angriff auf die Person Jeserichs als einen des Hauptamtes auf die Existenz des Deutschen Gemeindetags insgesamt. Dadurch, dass der Gemeindetag im Dezember 1933 dem Reichsinnenministerium unterstellt, die Partei hingegen im Gemeindetagsgesetz nicht erwähnt worden war, sollte die Unterordnung unter das Hauptamt Kommunalpolitik auf Anordnung von Rudolf Heß nachgeholt werden. Diese Unterordnung wollten die Verantwortlichen des Gemeindetags unter Karl Fiehler nicht anerkennen. Das Verhältnis zwischen dem NSDAP-Hauptamt für Kommunalpolitik und dem Deutschen Gemeindetag, so Wolf Gruner, funktionierte tatsächlich aber besser, als es den Anschein hatte, nicht zuletzt da der mit Hitler und Göring persönlich bekannte Karl Fiehler beide Institutionen leitete. Zugleich berichtete der Geschäftsführer des NSDAP-Hauptamtes, Kurt Müller, Jeserich habe ihm gegenüber geäußert, man werde bei der Gemeindetags-Verwaltung Karl Fiehler „gleichschalten“.
Jeserich wurde 1933 aber Mitglied der SS (SS-Nummer 155.817) und 1940 zum SS-Sturmbannführer ernannt. Der Parteieintritt gelang Jeserich endgültig aber erst 1940. Zuvor hatte Martin Bormann noch ein SS-Gerichtsverfahren gegen den Hauptsturmführer Jeserich initiiert. Jeserichs Bemühungen um eine Professur scheiterten vor allem an Bormann und Walther Sommer. Das SS-Gerichtsverfahren war 1939 endgültig niedergeschlagen worden. Einen drohenden Ausschluss Jeserichs aus der SS wusste Karl Fiehler zu verhindern.
Zusammen mit Fiehler berieten Jeserich, der Beigeordnete Hermann Bitter und andere kommunale Praktiker am 23. Dezember 1933 über die Grundzüge des künftigen Gemeinderechts. Jeserich verfasste einen mit Fiehler abgestimmten Entwurf. Im Gegensatz zu einem konkurrierenden Entwurf des Leipziger Oberbürgermeisters Carl Goerdelers betonte Fiehler dabei den Einfluss der Partei auf die Gemeindeverwaltung. Auf der Suche nach einem Kompromiss nahm Jeserich an den Sitzungen des Ausschusses für Kommunalrecht und Kommunalverfassung der Akademie für Deutsches Recht teil, auf denen im September 1934 ein neuer Gemeindeordnungsentwurf erarbeitet wurde.
Zur kommunalen Selbstverwaltung im NS-Staat regte Jeserich 1934 eine genossenschaftliche Organisation der Gemeinden an, deren Prinzip von Selbstverwaltung und Dezentralisation mit völkischem Gedankengut konform lief. Als Grundprinzip eines nationalsozialistischen Gemeinderechts sah Jeserich den Führergedanken. Den Bürgermeistern müsse eine bestimmende Stellung eingeräumt, Gemeinderat oder Magistrat hingegen entmachtet werden. Die „Gemeindevertreter“ sollten vom Kreisleiter der NSDAP ernannt werden. Das Staatsinteresse müsse jederzeit Vorrang vor dem Gemeindeinteresse haben. Demokratische Prinzipien wie Gewaltenteilung, Volkssouveränität und gemeindliche Eigenverantwortung wollte Jeserich abschaffen. Der Jurist Uwe Bachnick vermutet, Jeserich könnte die Vorarbeiten zur Deutschen Gemeindeordnung von 1935 mitbestimmt haben.
Im Jahr 1937 stellte Jeserich seine Pläne für eine Verwaltungsreform in der Landkreisebene vor. Dabei wollte er „Führertum“ und „Volksstaat“ auch auf Kreisebene verwirklicht sehen und die Verfassungsstrukturen der Kreise möglichst vereinfachen. Den Landrat wollte Jeserich rechtlich als Staatsbeamten erhalten, aber als „politisches“ Amt ausgestalten. Die Rechte der NSDAP wollte er aber nicht erweitern. Uwe Bachnick ordnet ihn deshalb den „Anhängern einer strikten Trennung von Partei- und Staatsapparat“ zu. Seine Überlegungen flossen in die ministeriellen Kreisreformplanungen des Reichsinnenministers Wilhelm Frick ein.
Ab Oktober 1937 übernahm Jeserich leitende Funktionen in der Berliner Hochschularbeitsgemeinschaft für Raumforschung.
1939 ließ sich Jeserich von seinen Funktionen entbinden und zur Wehrmacht beurlauben. Das Kriegsende 1945 erlebte er als Hauptmann und Batteriechef einer Heeresartillerieabteilung. In der SS stieg Jeserich 1944 bis zum SS-Sturmbannführer auf. Er war Mitglied der Akademie für Deutsches Recht.

### Nachkriegszeit
Bis März 1947 befand sich Jeserich in amerikanischer Gefangenschaft und Internierung. Nachdem er Ende 1947 als „Mitläufer“ entnazifiziert worden war, arbeitete er zunächst als wissenschaftlicher Berater und zwischen 1948 und 1959 als Geschäftsführer des Kohlhammer Verlags. Hier verantwortete er maßgeblich die Publikation der „Deutschen Verfassungsgeschichte“ von Ernst Rudolf Huber.
In der Sowjetischen Besatzungszone wurden Jeserichs Schriften Sozialpolitik (Spaeth & Linde, Berlin 1937), Die deutsche Gemeinde und Lage und Zukunft der deutschen Gemeindefinanzen (beide Kohlhammer, Stuttgart u. Berlin 1938) auf die Liste der auszusondernden Literatur gesetzt.
1960 erwarb Jeserich seinen eigenen Verlag, die G. Grote’sche Verlagsbuchhandlung, den er 1973 an den Kohlhammer Verlag verkaufte. Bereits Ende der 1950er Jahre hatte er mit Unterstützung der Freiherr-vom-Stein-Gesellschaft, deren Präsidium er angehörte, das später realisierte Projekt einer „Deutschen Verwaltungsgeschichte“ angeschoben, das allerdings erst in den 1980er Jahren realisiert wurde. Hierbei fungierte er auch als Herausgeber. 1988 bis 1992 gab er im Auftrag des Bundesministeriums des Innern eine Verwaltungsgeschichte Ostdeutschlands 1815–1945 heraus.

## Schriften
- Die Bedeutung der Betriebsüberschüsse für den kommunalen Haushalt. In: Beiträge zur kommunalen Finanzwirtschaft 1930, S. 204–223.
- mit anderen: Der Volkswirt in der Praxis. Junker und Dünnhaupt, Berlin 1931.
- Die preußischen Provinzen. Ein Beitrag zur Verwaltungs- und Verfassungsreform. Dt. Kommunal-Verl., Berlin-Friedenau 1931.
- Die Verwaltungsorganisationen der Bundeshauptstadt Wien. In: Harry Goetz, Kurt Jeserich, Otto Kleine, Albert Zollikofer: Die Verwaltungsorganisation der Weltstädte Paris, London, New York, Wien. Vahlen, Berlin 1931, S. 105–153.
- Studium und Berufsausbildung des Volkswirts. In: Der Volkswirt in der Praxis 1931, S. 1–29.
- Die allgemeine Arbeitsdienstpflicht. Idee, Entwicklung, gegenwärtiger Stand und Zukunft. In: Archiv für Sozialwissenschaft und Sozialpolitik 1932, S. 82–101.
- Kommunalwissenschaft. Versuch einer Begriffsbildung und Systematisierung. In: Jahrbuch für Kommunalwissenschaft 1934, S. 1–46.
- Bekämpfung der Arbeitslosigkeit durch Arbeitsbeschaffung. In: Internationaler Kongreß der Städte und Lokalverwaltungen 6, Nr. 2 (1936), S. 23–92.
- Das kommunalwissenschaftliche Institut an der Universität Berlin. Mit Anhang: Kommunales Schrifttum 1933–1935. Kohlhammer, Stuttgart, Berlin 1936.
- Die Kommunalwissenschaft in Lehre und Forschung in den Kulturstaaten der Welt. In: Internationaler Kongreß der Städte und Lokalverwaltungen 6, Nr. 3 (1936), S. 1–54.
- mit Hans Heinrich Lammers, Hans Pfundtner und Otto Koellreutter: Die Verwaltungs-Akademie. Ein Handbuch für den Beamten im nationalsozialistischen Staat. Spaeth & Linde, Berlin 1936.
- mit Karl Fiehler: Handbuch der Gemeindeverwaltung. 8 Teile, Jehle, München Berlin 1937.
- Entwicklungstendenzen der gemeindlichen Selbstverwaltung. In: Zeitschrift für die gesamte Staatswissenschaft 1937, S. 280–309.
- Internationale Entwicklungstendenzen der Gemeindepolitik. In: Jahrbuch für Kommunalwissenschaft 4, Nr. 2 (1937), S. 283–305.
- Lage und Zukunft der deutschen Gemeindefinanzen. In: Bericht über die Gründungstagung … und den Tag der Deutschen Wirtschaftswissenschaft. 1937, S. 56–77.
- Zur Reform der Landkreisverwaltung. Kohlhammer, Stuttgart 1937.
- mit Hans Arnold: Die deutschen Landkreise. Material zur Landkreisreform. Kohlhammer, Stuttgart 1937.
- mit anderen: Sozialpolitik. Industrieverlag Spaeth & Linde, Berlin 1937.
- Die Zukunft der gemeindlichen Selbstverwaltung. In: Jahrbuch für Kommunalwissenschaft 1938, S. 157–186.
- Zur Reform der Landkreisverwaltung. Kohlhammer, Stuttgart 1938.
- mit Kurt Buhrow, Fritz Nordsieck: Die Deutsche Gemeinde. [Festschrift des Kommunalwissenschaftlichen Instituts an der Universität Berlin zum zehnjährigen Bestehen 1928–1938]. Kohlhammer, Stuttgart 1938.
- mit Kurt Otto: Das kommunalwissenschaftliche Institut an der Universität Berlin. Kohlhammer, Stuttgart 1939.
- mit Hans Pohl und Georg-Christoph von Unruh: Deutsche Verwaltungsgeschichte. 6 Bände, Deutsche Verlagsanstalt, Stuttgart 1983.
- Das Reich als Republik und in der Zeit des Nationalsozialismus. Dt. Verl.-Anst, Stuttgart 1985, ISBN 3-421-06134-3.
- mit Helmut Neuhaus (Hrsg.): Persönlichkeiten der Verwaltung. Biographien zur deutschen Verwaltungsgeschichte 1648–1945. Kohlhammer, Stuttgart, Berlin, Köln 1991, ISBN 3-17-010718-6.
- Preußen und Frankreich 1807–1812. Zur Frage der preußischen Kontributionen. In: Wilfried Feldenkirchen (Hrsg.): Wirtschaft, Gesellschaft, Unternehmen. Festschrift für Hans Pohl zum 60. Geburtstag. Steiner, Stuttgart 1995, ISBN 3-515-06646-2, S. 150–165.